# Teorema di Monsky
Il teorema di Monsky stabilisce che non è possibile scomporre un quadrato in un numero dispari di triangoli equivalenti.
Il problema fu proposto da Fred Richman sulla rivista American Mathematical Monthly nel 1965 e dimostrato da Paul Monsky nel 1970.
La dimostrazione di Monsky utilizza tecniche di algebra e di combinatoria, come la valutazione 2-adica sui razionali e una sua estensione al campo reale {\displaystyle \mathbb {R} }.